# Tony Sheridan
Tony Sheridan (echte naam: Anthony Esmond Sheridan McGinnity; Norwich, 21 mei 1940 – Hamburg, 16 februari 2013) was een Britse pop-rock-gitarist, vooral bekend geworden van zijn optredens als zanger in de Top Ten Club in Hamburg, soms met als begeleidingsgroep The Beatles.

## Levensloop
Sheridans ouders waren liefhebbers van klassieke muziek. Als kind speelde hij eerst viool, maar stapte later over op gitaar. In 1956 vormde hij met een paar vrienden een skiffleband. Ze speelden in clubs, waaronder de 2i's Coffee Bar, waar veel Britse talenten begonnen zijn. De band, The Saints, met Tony Sheridan op elektrische gitaar, begon al snel covers te spelen van nummers van Amerikaanse artiesten als Carl Perkins en Buddy Holly.
Vanaf 1958 begeleidde Tony Sheridan, nu zonder band, als gitarist geregeld op de televisie bekende Britse artiesten in het programma  Oh Boy! van Associated British Corporation, een van de zenders uit het netwerk van Independent Television. Sheridan was 18 toen hij voor het eerst op de televisie verscheen.
In 1960 deed hij mee aan een tournee van Gene Vincent en Eddie Cochran door Engeland. Op 16 april huurden die twee een taxi om hen naar het volgende optreden te rijden. Sheridan mocht niet mee. De taxi kreeg een klapband en slipte tegen een lantarenpaal. Eddie Cochran overleed de volgende dag aan zijn verwondingen; Gene Vincent raakte hierbij ernstig gewond.
Hetzelfde jaar kreeg zijn nieuwe band Tony and The Jets een uitnodiging om op te treden in de club ‘Der Kaiserkeller’ van Bruno Koschmider in Hamburg, Duitsland. Sheridans maten konden er niet aarden en keerden terug naar Engeland. Vanaf dat moment trad Sheridan als zanger en sologitarist op met een los-vast verband van muzikanten, die voor het grootste deel anoniem zijn gebleven. Koschmider had nog een club: ‘Der Indra’. Daar trad in die tijd ook een groep uit Engeland op: The Beatles, die toen nog bestonden uit John Lennon, Paul McCartney, George Harrison, Stuart Sutcliffe en Pete Best. Sheridan en The Beatles raakten bevriend en de groep leerde het een en ander van de meer ervaren Sheridan. Paul McCartney noemde hem later ‘our teacher’ (onze leraar). Vooral George Harrison leerde op het gebied van gitaarspel veel van hem.
The Beatles vertrokken in december 1960 uit Hamburg, maar kwamen terug in maart 1961, waar ze speelden in de Top Ten Club, waar Sheridan inmiddels ook optrad. De volgende maanden traden ze regelmatig op als zijn begeleidingsgroep. Omgekeerd speelde Sheridan ook weleens mee als gitarist bij The Beatles.
In juli van dat jaar stapte Sutcliffe uit de groep om in Duitsland te gaan studeren. Hij was er al niet meer bij toen Tony Sheridan op 22 en 23 juni 1961 in de Friedrich-Ebert-Halle en op 24 juni 1961 in Studio Rahlstedt in Hamburg een reeks opnamen maakte, voor een deel begeleid door The Beatles en voor een deel door onbekend gebleven studiomuzikanten. Twee nummers namen The Beatles op zonder Tony Sheridan: Ain't She Sweet en Cry for a Shadow. Van de overige nummers die toen zijn opgenomen, waarbij Tony Sheridan optrad als zanger, is het niet altijd duidelijk of The Beatles wel of niet meespelen. Men vermoedt dat ze in elk geval van de partij waren in My Bonnie, The Saints, Why (een nummer van Tony Sheridan zelf, met medewerking van de liedjesschrijver Bill Crompton), If You Love Me, Baby en Nobody's Child. Hun optreden in de resterende nummers is omstreden; het is echter ook nog goed mogelijk dat een of twee leden van de groep meededen naast anderen.
My Bonnie en The Saints werden de A- en de B-kant van een single die in oktober 1961 in Duitsland uitkwam op het merk Polydor. Het werd een klein hitje. In januari 1962 verscheen een lp met de naam My Bonnie met twaalf nummers, deels afkomstig van de sessies van juni. Op alle nummers werd als begeleidingsgroep The Beat Brothers genoemd. Producer Bert Kaempfert vond namelijk dat de naam Beatles te veel leek op het Hamburgse woord Pidel (slang voor penis). De single My Bonnie die op 5 januari 1962 in het Verenigd Koninkrijk uitkwam, staat wel op naam van ‘Tony Sheridan & The Beatles’.
Later, toen The Beatles beroemd waren geworden, werden er meer platen van Tony Sheridan en The Beat Brothers/The Beatles uitgebracht, op single, lp en cd.  Het materiaal kwam van de opnamesessies van juni 1961, van latere opnamesessies (waar The Beatles vaak part noch deel aan hebben gehad) en van opnamen van liveoptredens. De single met Why en Cry for a Shadow, die in maart 1964 uitkwam in de Verenigde Staten, werd daar een klein hitje.
In juli 1961 vertrokken The Beatles weer naar Engeland. Sheridan bleef in Hamburg en bleef optreden met gelegenheidsformaties. Af en toe traden bezoekers uit Engeland als begeleidingsband op. Daaronder waren Gerry & The Pacemakers. Ook Ringo Starr, op tournee met Rory Storm and the Hurricanes, heeft een paar maal met Sheridan opgetreden.
Op 13 april 1962 werd in Hamburg een nieuwe club geopend, de Star-Club. The Beatles kwamen over voor de opening. Bij aankomst in Hamburg hoorden ze dat Stuart Sutcliffe net even tevoren overleden was. Tussen 13 april en 31 mei 1962 speelden ze in de nieuwe club. Op 1 november 1962 kwamen ze terug en ze bleven tot en met 31 december 1962, nu met Ringo Starr als drummer in plaats van Pete Best. Beide keren traden ze weer op met Tony Sheridan. In mei van dat jaar hebben ze nog enkele opnamen gemaakt, waaronder Sweet Georgia Brown, die later door Tony Sheridan zijn ingezongen. In december schreef Sheridan samen met Paul McCartney het nummer Tell Me If You Can, dat hij pas in 2004 zou opnemen.
In de loop van de jaren zestig veranderde Sheridan langzamerhand zijn stijl, van rock-'n-roll naar blues en jazz. Dat is al te merken op zijn lp Just a Little Bit of Tony Sheridan van 1964, waarop de Schotse band Big Six als begeleidingsband optrad. De single Skinny Minnie van dit album haalde de derde plaats in de Duitse hitparade.
In 1967 tekende Sheridan een contract om op te treden voor de Amerikaanse troepen in Vietnam. Hij bleef er bijna twee jaar. In die tijd kwam hij met de band die hij meebracht onder vuur van de Vietcong te liggen. Een van de bandleden kwam daarbij om. Reuters verspreidde het bericht dat Sheridan zelf was gedood. Verschillende kranten publiceerden al een necrologie. Voor zijn inspanningen om de Amerikaanse soldaten te vermaken kreeg Sheridan later de titel ‘honorair kapitein van het Amerikaanse leger’.
In 1972 ergerde hij zich zo aan het optreden van het Britse leger in Derry op Bloody Sunday dat hij uit protest zijn Britse nationaliteit verruilde voor de Ierse.
In de vroege jaren zeventig presenteerde Sheridan voor de Norddeutsche Rundfunk een radioprogramma met bluesmuziek. In 1978 werd de Star-Club heropend. Sheridan trad daar op samen met de TCB Band, Elvis Presley’s vroegere begeleidingsband, en Klaus Voormann. Met dezelfde bezetting nam hij in in Los Angeles het album Worlds Apart op.
In 1982 werd hij sannyasin, volgeling van Bhagwan Sri Rajneesh, onder de naam Swami Prabhu Sharan. Hij bleef echter meestal zijn eigen naam gebruiken.
In de jaren tachtig en negentig toerde hij intensief door Duitsland en daarbuiten. Hij nam ook regelmatig platen op, vaak met eigen composities. In 2002 verscheen het album Vagabond met bijna uitsluitend eigen composities, maar ook een nieuwe versie van zijn grootste hit Skinny Minnie. Zijn laatste optreden was in 2012 als speciale gast op de ‘Beatlefair’ in San Diego (Californië), een herdenkingsbijeenkomst ter gelegenheid van de geboorte van The Beatles in hun definitieve samenstelling vijftig jaar eerder.
Tony Sheridan woonde in Seestermühe, een plaats in Sleeswijk-Holstein. Naast de muziek was hij geïnteresseerd in heraldiek. Hij ontwierp wapenschilden. Hij overleed op 16 februari 2013 in een ziekenhuis in Hamburg na langdurige hartproblemen.
Zijn oudste zoon Tony Sheridan jr. is een rockabilly-gitarist en zanger en woonachtig in de Verenigde Staten.

## Discografie (selectie)

### Singles
- 1961: Tony Sheridan & The Beat Brothers, My Bonnie / The Saints (Polydor NH 24 673, Duitsland, 32 in de Musikmarkt Top 100)
- 1962: Tony Sheridan & The Beatles, My Bonnie / The Saints (Polydor NH 66833, Verenigd Koninkrijk)
- 1962: Tony Sheridan and The Beat Brothers, My Bonnie / The Saints (Decca 31382, Verenigde Staten)
- 1962: Tony Sheridan, Ich lieb’ dich so / Der Kiss-Me Song (Polydor NH 24 821, Duitsland)
- 1964: The Beatles, Cry for a Shadow / Tony Sheridan with The Beatles, Why (Polydor NH 52275, Verenigd Koninkrijk)
- 1964: Tony Sheridan with The Beatles, Why / The Beatles, Cry for a Shadow (MGM K13227, Verenigde Staten, 88 in de Billboard Hot 100)
- 1964: The Beatles, Ain't She Sweet / The Beatles with Tony Sheridan, If You Love Me, Baby[2] (Polydor NH 52317, Verenigd Koninkrijk, 29 in de UK Singles Chart)
- 1964: The Beatles, Ain't She Sweet / The Beatles with Tony Sheridan, Nobody's Child (ATCO 6308, Verenigde Staten, 19 in de Billboard Hot 100)
- 1964: Tony Sheridan and the Beat Brothers, Skinny Minnie / Tony Sheridan and the Beatles, Sweet Georgia Brown (Polydor 52 324, Duitsland, 3 in de Musikmarkt Top 100)
- 1965: Tony Sheridan and the Beat Brothers, Do-Re-Me / My Babe (Polydor 52 936, Duitsland)

### Albums
- 1961: Tony Sheridan & The Beat Brothers, My Bonnie (Polydor LP HM 46612, Duitsland):
  - My Bonnie / Skinny Minnie / Whole Lotta Shakin' Goin On / I Know Baby / You Are My Sunshine / Ready Teddy / The Saints / Hallelujah, I Love Her So / Let's Twist Again / Sweet Georgia Brown / Swanee River / Top Ten Twist
- 1964: Tony Sheridan, Just a Little Bit of Tony Sheridan (Polydor 831 998-2, Duitsland):
  - Just a Little Bit / Kansas City / Save the Last Dance for Me / Unchained Melody / Get on the Right Track, Baby / You'd Better Move On / Skinny Minnie / Jambalaya (On the Bayou) / Mary Ann / Will You Still Love Me Tomorrow / My Babe / Sweet Georgia Brown / I Got a Woman
- 1964: The Beatles featuring Tony Sheridan, The Beatles' First (Polydor LPHM 46432, Duitsland, maar ook verkrijgbaar in het Verenigd Koninkrijk):
  - Ain't She Sweet / Cry for a Shadow / Let's Dance / My Bonnie / If You Love Me, Baby[2] / What'd I Say / Sweet Georgia Brown / The Saints / Ruby Baby / Why / Nobody's Child / Ya Ya
- 1964: The Beatles & Other Great Group Sounds from England, Ain't She Sweet (ATCO 33-169, Verenigde Staten):[8]
  - Ain't She Sweet / Sweet Georgia Brown / If You Love Me, Baby[2] / Nobody's Child / I Wanna Be Your Man / She Loves You / How Do You Do It? / Please Please Me / I'll Keep You Satisfied / I'm telling you now / I Want to Hold Your Hand / From Me to You
- 1978: Tony Sheridan & The Elvis Presley Band, Worlds Apart (Antagon ALP 3217):
  - Fools Like Me / Johnny B. Goode / Lawdy Miss Clawdy / Long Tall Sally / My Babe / My Baby Left Me / Rave On / She Even Woke Me Up (To Say Goodbye)
- 1994: Tony Sheridan, Here & Now! (Success Records 16201, Verenigd Koninkrijk):
  - Winter / What'd I Say / Get on the Right Track Baby / Skinny Minnie / My Bonnie / Money Honey / Brother Sun / From a Whisper to a Shout / Get out of My Life Women / On and On
- 2002: Tony Sheridan, Vagabond (Bear Family 16616):
  - Maine and Back Again / Sinkin' / Indochina / Won't Do It Again / Believe in Love Tonight / When I Was Young / Fool for a Woman / Four Day Working Week / Lay It on the Line / Summer Rainbow / Beautiful / Someone / Skinny Minnie
- 2004: Chantal[9] und Tony Sheridan, Chantal meets Tony Sheridan – A Beatles Story (Zounds/BlueSwan 1 010427 600383, live opgenomen in het Festspielhaus Worms op 29 februari 2004):
  - Why / When The Saints / My Bonnie / Skinny Minnie / Tell Me If You Can / Love Me Do / Please Please Me / Help! / I've Just Seen a Face / We Can Work It Out / Let It Be / Penny Lane / Magical Mystery Tour / Here Comes the Sun / You've Got to Hide Your Love Away / It don't come easy / Mother Nature's Son / My Love / And I Hear / Band on the Run / Fever / Not Fade Away / All Right Now / Whole Lotta Shakin' Goin' On / Someone / Skinny Minnie Reprise

### Verzamelalbum
- 2001: The Beatles with Tony Sheridan, Beatles Bop – Hamburg Days (Bear Family BCD 16583 BH (dubbel-cd)):
  - My Bonnie (mono, 3 versies) / The Saints (mono) / Cry for a Shadow (mono) / Why (mono) / Nobody's Child (mono) / Ain't She Sweet (mono) / If You Love Me, Baby[2] (mono) / Sweet Georgia Brown (mono, 3 versies) / If You Love Me, Baby (Amerikaanse versie, mono) / Ain't She Sweet (Amerikaanse versie, mono) / Nobody's Child (Amerikaanse versie, mono) / My Bonnie (medley, mono) / The Saints (medley, mono), Cry for a Shadow (medley, mono, 2 versies) / Swanee River (mono, 2 versies) / My Bonnie (stereo, 3 versies), The Saints (stereo), Cry for a Shadow (stereo) / Why (stereo) / Nobody's Child (stereo) / Ain't She Sweet (stereo) / If You Love Me, Baby (stereo) / Sweet Georgia Brown (stereo, 2 versies) / My Bonnie (medley, stereo) / The Saints (medley, stereo) / Cry for a Shadow (medley, stereo, 2 versies) / Swanee River (stereo, 2 versies)